# Ferenczy Valér

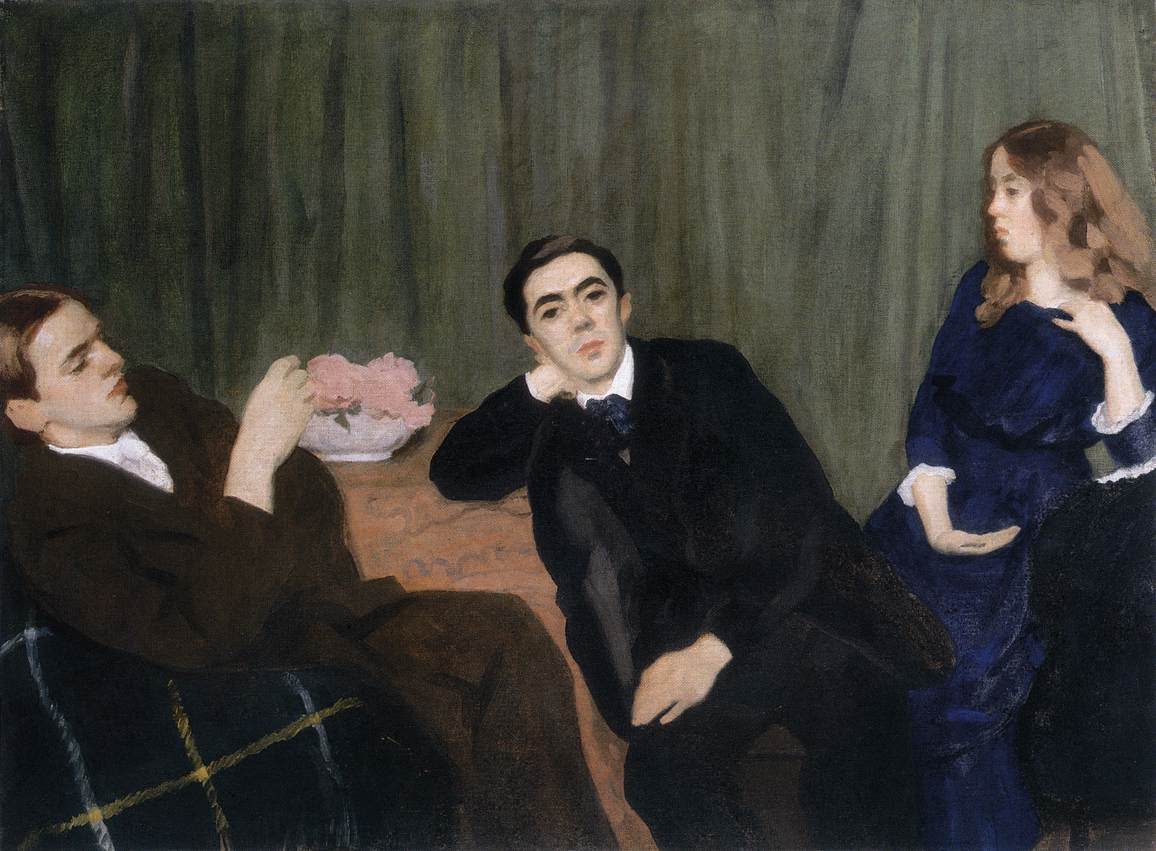
Ferenczy Károly: Hármas arckép (középen Ferenczy Valér, balról Ferenczy Béni, jobbról Ferenczy Noémi) (1911)

Ferenczy Valér (Körmöcbánya, 1885. november 22. – Budapest, Ferencváros, 1954. december 23.) festő, grafikus.

## Családja
A híres Ferenczy művészcsalád tagja: apja Ferenczy Károly festő, testvérei Ferenczy Noémi és Ferenczy Béni. Édesanyja Fialka Olga festőnő, felesége Sárossy Eta volt.

## Életpályája

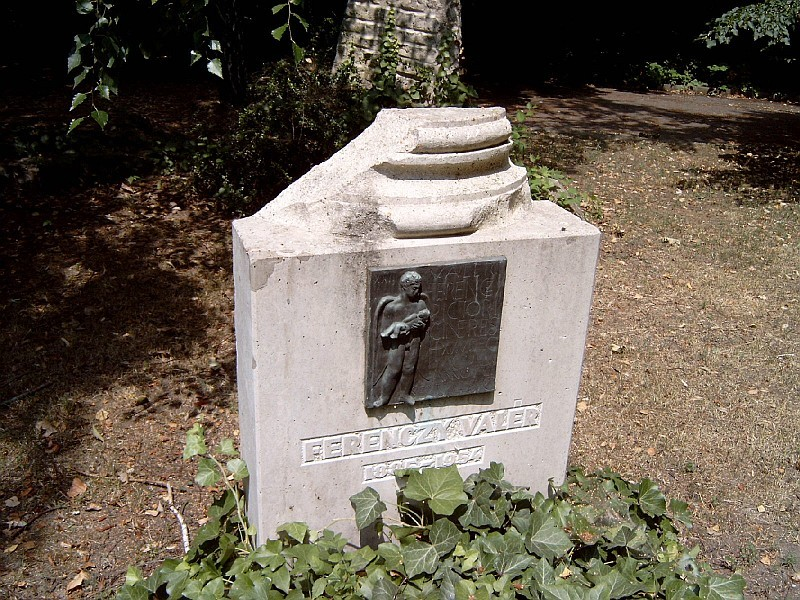
Ferenczy Valér sírja Budapesten. Kerepesi temető: 34/2-1-37. Ferenczy Béni alkotása.

Művészeti pályafutását apja, Ferenczy Károly műtermében kezdte, majd külföldön folytatta tanulmányait. 1896–1901 közt a nagybányai Hollósy-iskola tanulója. Utána a szintén nagybányai szabadiskola növendéke lett 1902-től 1906-ig. Közben tanulmányokat folytatott 1903-ban Münchenben, 1904–1905-ös években Berlinben Lovis Corinth magániskolájában, 1906-ban Párizsban a Colarossi iskolában és a Julian Akadémián. 1911–1912-ig terjedő időszakban a Magyar Képzőművészeti Főiskola hallgatója volt. 1914-ben visszatért Párizsba, ahol rézkarcolást tanult Orville Houghton Peets (1884–1968) kortárs művésznél. 1907-től kezdve kiállító művész, táj- és arcképekkel képviseltette magát a fővárosi tárlatokon. Tagja volt a MIÉNK csoportnak, a Szinyei Merse Pál Társaságnak, a Nagybányai Festők Társaságának és a Magyar Rézkarcolók Egyesületének. Korai képei romantikus pátosszal áthatottak, tájképein inkább visszafogott színeket használt, főleg tört pasztell színeket alkalmazott.
Miután kitanulta a rézkarcolás művészetét, inkább grafikákat és rézkarcokat készített. Témái a tájak voltak, Nagybánya, Budapest, Velence tájait festette előszeretettel.
Halálát szívtúltengés és -tágulás, valamint idült tüdőtágulat okozta.

## Kiállítások
- 1908, MIÉNK kiállítás, Nemzeti Szalon, Budapest
- 1912, A nagybányai művésztelep jubiláris tárlata, Nagybánya
- 1916, Ferenczy Károly és gyermekei, Ernst Múzeum, Budapest
- 1918, Gyűjteményes Kiállítás, Ernst Múzeum, Budapest
- 1920, A nagybányai művésztelep kiállítása, Nagyvárad
- 1921, A nagybányai művésztelep 25 éve, Nagybánya, Erdélyi Szalon, Kolozsvár
- 1922, Gyűjteményes kiállítás, vármegyeház, Kolozsvár
- 1923, Gyűjteményes kiállítás, Nagyvárad, Műteremkiállítás, Nagybánya
- 1927, Weisz-palota [Sárossy Etával], Temesvár
- 1928, Gyűjteményes kiállítás, Nemzeti Szalon, Budapest
- 1932, Műtermi kiállítás
- 1935, Gyűjteményes kiállítás, Fränkel Szalon
- 1942, Gyűjteményes kiállítás, Műbarát.
- 1949, Magyar Rézkarcolók Egyesületének kiállítása
- 1950, 1. Magyar Képzőművészeti kiállítás, Műcsarnok, Budapest
- 1951, 2. Magyar Képzőművészeti kiállítás, Műcsarnok, Budapest
- 1952, Tavaszi Tárlat, Műcsarnok, Budapest; 3. Magyar Képzőművészeti kiállítás, Műcsarnok, Budapest, Arckép kiállítás, Ernst Múzeum, Budapest
- 1953, Tavaszi Tárlat, Műcsarnok, Budapest, Békeplakát és ötéves terv, Ernst Múzeum, Budapest, 4. Magyar Képzőművészeti kiállítás, Műcsarnok, Budapest
- 1954, Magyar kisplasztikai és grafikai kiállítás, Ernst Múzeum, Budapest
- 1968, A Ferenczy család kiállítása, Budapesti Történeti Múzeum, Budapest, Magyar Nemzeti Galéria, Budapest
- 1970, A Ferenczy család kiállítása, Művészeti Akadémia, Moszkva
- Állandó kiállítás, Ferenczy Múzeum, Szentendre (A Ferenczy család gyűjteményének kiállítása)

## Díjak, elismerések
- 1908, 1909, Andrássy Dénes tanulmányi ösztöndíj
- 1929, Barcelonai Nemzetközi Kiállítás ezüstérem
- 1935, Baumgarten-díj

## Ismertebb művei
- Korai önarcképén, 1900
- Nagybányai utca, 1905
- Romain Rolland Ara pacis című költeményére készült grafikája, 1918
- Ruhateregetés
- Édesanyám
- Anyám és Noémi

## Írása
Ferenczy Valér, Ferenczy Károly (Budapest, 1934.) Életrajzi regény